# Список наград и номинаций Fools Garden
Fool's Garden — немецкая поп-рок-группа, образованная в 1991 году в Пфорцхайме. Коллектив стал всемирно известен в 1995 году, когда был выпущен альбом Dish of the Day и сингл с песней «Lemon Tree».
Коллектив номинировался на множество наград, среди которых стоит отметить Echo, Bambi, Comet, Goldene Europa и Goldene Stimmgabel. В 2017 году мэр Пфорцхайма Герт Хагер вручил группе Медаль Портуса, высшую награду города, «за заслуги перед Пфорцхаймом», а в 2021 году в Парке Фернве в Оберкотцау был открыт собственный знак славы Fools Garden. Также группа получила в 2022 году серебряную кнопку YouTube за достижение 100 тысяч подписчиков на своём официальном канале.

## Bambi
| Год  | Номинируемая работа | Номинация                          | Результат |
| ---- | ------------------- | ---------------------------------- | --------- |
| 1996 | Fool's Garden       | «Самая успешная начинающая группа» | Победа    |

## Billboard Awards
| Год  | Номинируемая работа | Номинация                    | Результат |
| ---- | ------------------- | ---------------------------- | --------- |
| 1996 | Fool's Garden       | «Billboard Ambassador Award» | Победа    |

## Comet Awards
| Год  | Номинируемая работа | Номинация | Результат |
| ---- | ------------------- | --------- | --------- |
| 1996 | Fool's Garden       |           | Номинация |

## Echo Awards
| Год  | Номинируемая работа | Номинация                                 | Результат |
| ---- | ------------------- | ----------------------------------------- | --------- |
| 1997 | Fool's Garden       | «Начинающий музыкант»                     | Победа    |
| 1997 | Fool's Garden       | «Лучшая национальная рок-/поп-группа»     | Номинация |
| 1997 | Fool's Garden       | «Лучший национальный молодой талант»      | Номинация |
| 1997 | «Lemon Tree»        | «Лучший национальный рок-/поп-сингл года» | Номинация |
| 1997 | «Lemon Tree»        | «Лучший видеоклип года»                   | Номинация |

## Goldene Europa
| Год  | Номинируемая работа | Номинация                                  | Результат |
| ---- | ------------------- | ------------------------------------------ | --------- |
| 1996 | Fool's Garden       | «Начинающий национальный исполнитель года» | Победа    |

## Hit Radio Award Hong Kong
| Год  | Номинируемая работа | Номинация    | Результат |
| ---- | ------------------- | ------------ | --------- |
| 1996 | «Lemon Tree»        | «Песня года» | Победа    |

## Music & Media Awards
| Год  | Номинируемая работа | Номинация                | Результат |
| ---- | ------------------- | ------------------------ | --------- |
| 1996 | «Lemon Tree»        | «Sales Breaker» (дважды) | Победа    |

## Ravensburger Kupferle Award
| Год  | Номинируемая работа | Номинация      | Результат |
| ---- | ------------------- | -------------- | --------- |
| 2005 | Fools Garden        | «Лучшие дуэты» | Победа    |

## YMC- TV Channel Hong Kong
| Год  | Номинируемая работа | Номинация                              | Результат |
| ---- | ------------------- | -------------------------------------- | --------- |
| 1996 | Fool's Garden       | «Международный начинающий исполнитель» | Победа    |
| 1996 | «Lemon Tree»        | «Главная золотая песня года»           | Победа    |

## Разные награды и почётные звания
| Год  | Номинируемая работа | Награда/звание                                                                    | Номинатор                 |
| ---- | ------------------- | --------------------------------------------------------------------------------- | ------------------------- |
| 1995 | Fool's Garden       | RSH Gold                                                                          | Радио Шлезвига-Гольштейна |
| 1996 | Fool's Garden       | Goldene Stimmgabel (Золотой камертон)                                             | Дитер Томас Гек           |
| 1996 | Fool's Garden       | Radio Regenbogen Award                                                            | Радио «Радуга»            |
| 1996 | «Lemon Tree»        | Топ-25 разрушителей границ 1996 года (#2)                                         | Music & Media             |
| 1996 | «Wild Days»         | Топ-25 разрушителей границ 1996 года (#10)                                        | Music & Media             |
| 1997 | «Why Did She Go?»   | Топ-50 разрушителей границ 1997 года (#20)                                        | Music & Media             |
| 1997 | «Probably»          | Топ-50 разрушителей границ 1997 года (#33)                                        | Music & Media             |
| 2001 | «Suzy»              | Топ-100 разрушителей границ 2001 года (#100)                                      | Music & Media             |
| 2002 | «Lemon Tree»        | Топ-2000 самых красивых песен всех времён (#598)                                  | NPO Radio 2               |
| 2012 | Петер Фройденталер  | 1000 лучших музыкантов глобальной современной популярной музыки (#792)            | Александр Русаков         |
| 2013 | Fool's Garden       | Топ-100 однохитовых исполнителей всех времён (#72)                                | Reddit                    |
| 2015 | «Lemon Tree»        | Окончательный рейтинг песен, достигших первого места в Ирландии в 1990-х (#129)   | TheJournal.ie             |
| 2015 | Fool's Garden       | 51 однохитовых исполнителей, которые пронесут вас через Проспект Ностальгии (#34) | ScoopWhoop                |
| 2016 | «Lemon Tree»        | Топ-1000 синглов, попавших в первую десятку немецких чартов (#221)                | Вюрцбургский университет  |
| 2016 | Fool's Garden       | 10 однохитовых исполнителей, заслуживающих второго хита (#4)                      | WhatCulture               |
| 2017 | «Lemon Tree»        | Серьёзный обратный отсчет 500 лучших хитов 90-х (#73)                             | More FM                   |
| 2017 | Fool's Garden       | Медаль Портуса                                                                    | Герт Хагер                |
| 2018 | Fool's Garden       | 100 лучших однохитовых исполнителей (#62)                                         | radioeins                 |
| 2020 | Fool's Garden       | Топ-200 однохитовых исполнителей (#58)                                            | Smile 90.4FM              |
| 2020 | Fool's Garden       | Топ-100 однохитовых исполнителей 1990-х (#49)                                     | Raidió Teilifís Éireann   |
| 2020 | «Lemon Tree»        | Zebralution Award за достижение 1 млн прослушиваний в неделю                      | Zebralution               |
| 2021 | Fool's Garden       | Знак славы в Парке Фернве                                                         | Парк Фернве               |
| 2021 | «Lemon Tree»        | 10 песен, которые никогда не выйдут из моды                                       | Rolling Stone             |
| 2022 | Fool's Garden       | Величайшие однохитовые рок-исполнители (#7)                                       | uDiscover                 |
| 2022 | Fool's Garden       | Серебряная кнопка YouTube за достижение 100 тысяч подписчиков                     | YouTube                   |
| 2023 | Fool's Garden       | 10 однохитовых исполнителей 80-х и 90-х                                           | Mitteldeutscher Rundfunk  |
| 2023 | «Lemon Tree»        | Лучшие песни однохитовых исполнителей всех времён                                 | Tonspion                  |